# دنيس مكوي
دنيس مكوي (بالإنجليزية: Dennis McCoy)‏ هو دراج أمريكي، ولد في 29 ديسمبر 1966 في كانساس سيتي في الولايات المتحدة.

## روابط خارجية
- دنيس مكوي على موقع ألعاب إكس (مؤرشف) (الإنجليزية)